# Ivanhoe (1982)
Ivanhoe é uma minissérie britânica feita para a televisão em 1982 e dirigida por Douglas Camfield. Foi depois condensada num filme. O roteiro é baseado em Ivanhoé, livro de Walter Scott.

## Elenco principal
- James Mason… Isaac de York
- Anthony Andrews… Wilfred de Ivanhoe
- Sam Neill… Brian de Bois-Guilbert
- Michael Hordern… Cedric
- Olivia Hussey… Rebecca
- Lysette Anthony… Lady Rowena
- Julian Glover… Rei Ricardo
- George Innes… Wamba
- Ronald Pickup… Príncipe João
- John Rhys-Davies… Front de Boeuf